# Shaneel Lal
Shaneel Lal   (Nausori, 22 de gener de 2000) és una personalitat militant pels drets LGBTQI+.
Shaneel Shavneel Lal, de nacionalitat de Fiji i Nova Zelanda, participa activament en el moviment per prohibir la teràpia de conversió a Nova Zelanda.
Lal és model, columnista del New Zealand Herald i comentarista de política. També és membre del consell d'administració de Rainbow Youth i de l'Auckland Pride Festival (Festival de l'Orgull d'Auckland), Lal ocupa un lloc en l'administració d'Adhikaar Aotearoa, una organització sense ànim de lucre que ofereix educació, suport i defensa a les persones LGBTQI+ del sud d'Àsia.
Lal va fundar el Conversion Therapy Action Group (CTAG), un grup contra la teràpia de conversió a Nova Zelanda que mostra als neozelandesos sobre els perills de la teràpia de conversió i defensa el suport als supervivents de la teràpia de conversió.
Lal va fer història el 2023 en convertir-se en la primera persona transgènere a guanyar un premi als Premis Neozelandès de l'Any des dels seus inicis el 2010.

## Biografia
Lal és transgènere no-binari, vakasalewalewa (tercer gènere oficial a Fiji) i hijra i, en anglès, utilitza els pronoms they/them (que es poden traduir com «elli» en català).
Lal va néixer a Nausori (Fiji) en una família mixta de les ètnies iTaukei i Girmityas el 22 de gener de 2000. A Fiji, Lal se sotmet a teràpia de conversió amb l'objectiu de canviar la seva sexualitat i identitat de gènere. Els ancians del poble van resar perquè Lal deixés de ser «estrany». Lal viu la teràpia de conversió com un repte per a la seva «indigenitat» i la seva relació amb els seus avantpassats. Segons Lal, abans de la colonització, les vakasalewalewa eren una part integral de la societat indígena de Fiji, però amb la colonització, la discriminació contra les persones LGBTQI+ s'està estenent. Lal afirma que les identitats indígenes no-heterosexuals i no-cisgènere són precolonials i diferents dels termes anglesos que descriuen aquestes categories.
Lal va néixer en una família hindú i va créixer en una comunitat hindú i musulmana. Després d'assistir a una escola primària i secundària cristiana a Fiji, Lal surt de la religió. Lal subscriu l'«espiritualitat indígena».
El 2014, Lal es va traslladar a Nova Zelanda a la recerca d'una llar més segura. Lal es va incorporar a l'Otahuhu College i el 2018 va obtenir el títol de dux.

## Campanya per prohibir la teràpia de conversió
A l'estiu del 2017, Lal era voluntària a l'Hospital Middlemore quan un pastor de l'església li va dir que resés contra la seva homosexualitat. Quan Lal es va negar, el pastor li va desitjar l'infern. Lal considera que aquest va ser un moment definitiu de la seva vida, ja que var marca la seva consciència contra la teràpia de conversió que Lal es va sotmetre a Fiji.
El discurs de Lal al Parlament de la Joventut del 2019 per prohibir la teràpia de conversió rep una gran ovació. Tanmateix, Lal rep insults homòfobs en la xarxa després del seu discurs. En una entrevista del 2020 a Breakfast, Lal anomena la teràpia de conversió «tortura sancionada per l'Estat». Lal declara a l'entrevistador «que diverses persones homosexuals preguen a Déu perquè els curi o els mati». Després d'aquesta entrevista, el professor de la Universitat de Massey, Steve Elers, va escriure un article d'opinió per al Manawatu Guardian i el va tornar a publicar el New Zealand Herald, descartant el tema de la teràpia de conversió i tergiversant Lal en l'ús dels pronoms. David Farrier va defensar Lal al seu blog Webworm, i l'atenció dels mitjans de comunicació consegüent va portar a la cancel·lació de la columna d'opinió d'Eller.
Lal va fundar el Conversion Therapy Action Group (CTAG) el 2019 per treballar per acabar amb la teràpia de conversió a Nova Zelanda. A les eleccions parlamentàries de Nova Zelanda del 2020, Lal i CTAG van pressionar el Partit Laborista de Nova Zelanda perquè es comprometés a prohibir la teràpia de conversió a Nova Zelanda. Lal està unint forces amb el Partit Verd d'Aotearoa Nova Zelanda per presentar una petició de més 150.000 signatures en un esforç per prohibir la teràpia de conversió.
Al juliol, el Ministre de Justícia, Kris Faafoi, va presentar un projecte de llei sobre la prohibició de les teràpies de conversió, que Lal critica, jutjant que és un «projecte de llei inadequat que no arriba a no prohibir la pràctica ni a indemnitzar les víctimes». Lal argumenta que el projecte de llei de prohibició de pràctiques de conversió no permetria a la policia perseguir els infractors i permetria que la teràpia de conversió continués. El Comitè Selecte de Justícia escolta les propostes sobre la prohibició de pràctiques de conversió. El projecte de llei rep més de 100.000 propostes com a resultat de la campanya en la xarxa de Lal, batent el rècord de nombre de propostes a una llei.
L'exlíder del Partit Nacional Judith Collins va afirmar que aquest projecte de llei criminalitza els pares per ser pares i, per tant, ho titlla d'«antiparental». El diputat del Partit Nacional Simon Bridges diu que el Partit Nacional donaria suport al projecte de llei si els pares tinguessin una exempció en virtut del projecte de llei per evitar que els seus fills prenguessin bloquejadors de la pubertat. Lal assegura que la posició del Partit Nacional era «antiinfantil». Lal argumenta que la llei ja deia als pares com criar els seus fills. Lal diu que el projecte de llei de prohibició de pràctiques de conversió és una extensió de les lleis contra el maltractament infantil dissenyades per protegir els nens del dany psicològic. En desacord amb l'afirmació del Partit Nacional que el projecte de llei criminalitzaria els pares per aconsellar als seus fills que no prenguin bloquejadors de la pubertat, Lal argumenta que el projecte de llei prohibeix que els pares impedeixin que els seus fills prenguin bloquejadors de la pubertat per la força amb el propòsit de suprimir la seva expressió de gènere o identitat escollida.
L'Església Arise afirma que el projecte de llei criminalitza els pares, consellers i pastors que busquen ajudar els nens i els joves en qüestions de sexualitat o gènere. Lal argumenta que el projecte de llei deixa clar que «no es criminalitzarà l'expressió d'un principi religiós o d'una creença feta a una persona que no pretén alterar o eliminar l'orientació sexual, la identitat de gènere o l'expressió de gènere de l'individu». Lal afirma, a més, que després d'haver crescut en la religió, coneixia la posició de l'Església. Lal argumenta que les esglésies sovint pretenen preocupar-se i donar suport a la comunitat LGBTQI+ abans de llançar un atac a l'existència dels seus membres. Lal afirma que «hi ha una línia fina entre la llibertat religiosa i el fanatisme religiós. La pràctica de la conversió és fanatisme».
Lal va demanar que el comitè de justícia prohibeixi la teràpia de conversió per a persones de totes les edats. Lal estava tenia la preocupació que el projecte de llei permetés continuar la teràpia de conversió per a persones de 18 anys o més si la pràctica no causava danys corporals greus a les persones LGBTQI+. Lal va exigir que el projecte de llei proporcionés cobertura de l'ACC per danys mentals a aquells que han estat sotmesos a teràpia de conversió. Lal no estava d'acord amb el projecte de llei que donava discreció al fiscal general per processar casos de teràpia de conversió, dient que podria ser utilitzat pels governs anti-LGBTQI+ per denegar processaments segons la llei.
Al febrer de 2021, el Ministre de Justícia va anunciar que es promulgaria una prohibició de la teràpia de conversió a finals de 2021 o febrer de 2022, a tot tardar. Lal va comentar: Va ser «un compromís increïble perquè en aquell moment els laboristes no havien fet cap tasca fonamental que els hagués ajudat a assolir el seu objectiu».
El projecte de llei de prohibició de pràctiques de conversió es va aprovar la seva segona lectura el 8 de febrer de 2022. 113 diputats van votar a favor i 7 parlamentaris del Partit Nacional van votar en contra de la prohibició de la teràpia de conversió. Lal va afirmar que el discurs del diputat nacional Simon O'Connor va ser com «un atac a les persones trans» i qualifica el diputat de transfobe.
Abans de la segona lectura del projecte, Lal havia llançat una petició demanant al Partit Laborista que modifiqués el projecte. Lal va argumentar que el Partit Laborista va ignorar les veus gais i va presentar un projecte de llei inadequat i ineficaç després del procés del comitè selecte. La petició demanava al govern que eliminés el límit d'edat de divuit anys per incloure totes les edats, que eliminés la disposició que el fiscal general ha de consentir el processament i que proporcioni una cobertura de l'ACC pels danys causats per la teràpia de conversió. El Partit Laborista no va acceptar cap recomanació tot i que la petició va arribar a les 18.000 signatures en dos dies.
El projecte de Llei de prohibició de pràctiques de conversió es va aprovar en tercera lectura el 15 de febrer de 2022. Lal afirma que, tot i que era descoratjador donar suport a una llei que no protegia a totes les persones gais, la prohibició de la teràpia de conversió, aleshores, és un començament per prohibir aquestes pràctiques. Lal afegeix que aquests èxits són una victòria de tots els éssers humans, i no només de la comunitat LGBTQI+.
Lal afirma que els vuit diputats nacionals que van votar en contra de la prohibició de la teràpia de conversió no són benvinguts al Festival de l'Orgull. Lal diu: «[…] Parlo en nom de la comunitat quan dic que no vull veure mai més la gent que va votar en contra de prohibir la teràpia de conversió al Festival de l'Orgull. No sou benvinguts, no vingueu.» Quan se li va preguntar per què els vuit diputats nacionals que van votar en contra de la prohibició de la teràpia de conversió no van ser convidats al Festival de l'Orgull, un espai per a la inclusió, Lal va dir a VICE World News que «L'orgull és una celebració de les persones LGBTQI+, no una celebració de persones que volen esborrar les persones LGBTQI+. L'orgull neix de la necessitat d'un lloc segur i acollidor per a les persones LGBTQI+, les persones que volen que les persones LGBTQI+ siguin torturades no tenen lloc en l'Orgull».
En una entrevista a The Edge, Lal diu que va rebre una amenaça de mort després de l'aprovació de la llei. Li van deixar una nota que deia «hang yourself» (penja't) a la seva porta. Lal ja n'havia rebut altres amenaces. Lal va cremar la nota i va anar a la celebració. Lal va dir a VICE World News que prohibir la teràpia de conversió és un regal per a les futures generacions de persones LGBTQI+.
El 17 de febrer, la revista Vogue dedica un article a Lal. Vogue escriu que «la crida de Lal perquè Nova Zelanda reformi les lleis de teràpia de conversió ha tingut un impacte important».
El projecte de llei de prohibició de pràctiques de conversió va rebre l'autorització reial de la governadora general Cindy Kiro el 18 de febrer i va entrar en vigor el 19 de febrer de 2022.

## Petició per l'aixecament de la prohibició de la«donació de sang a gais»
| « | Un home gai pot donar sang a Nova Zelanda si no ha tingut sexe anal o oral amb un altre home durant els tres mesos anteriors a la donació. Qualsevol persona que hagi pres PrEP o PEP en els tres mesos anteriors a la donació no pot donar sang. | » |

En una entrevista a Today FM, Lal va dir a Tova O'Brien que el New Zealand Blood Service (Servei de Sang de Nova Zelanda) hauria de permetre que els homes homosexuals que tenen relacions monògames, que només han tingut relacions sexuals entre ells en els últims tres mesos, poguessin donar sang. Lal diu que els serveis de sang a Nova Zelanda tenen l'obligació de mantenir la gent segura, però també tenen l'obligació amb la comunitat LGBTQI+ de respectar els seus drets i no estigmatitzar-los més.
Tota la sang donada als Serveis de Sang de Nova Zelanda és analitzada per a malalties infeccioses, com ara el VIH, l'hepatitis B i C. La precisió de les proves és molt bona però no perfecta. Lal afirma que «la preocupació és pel VIH nou adquirit. El VIH recentment adquirit se sol detectar mitjançant la prova en un termini de 7 dies, però, de vegades, pot ser que la persona hagi de viure amb el VIH fins a 3 mesos perquè la prova el detecti.»
Els Serveis de Sang de Nova Zelanda afirmen que tres mesos és el temps màxim que la seva prova pot detectar el VIH recentment adquirit. Lal diu que el període de prova és el motiu pel qual els Serveis de Sang de Nova Zelanda demana als homes gais que s'abstinguin de relacions sexuals durant tres mesos abans de donar sang. Si van tenir VIH de la seva última parella sexual, el virus pot trigar fins a tres mesos a aparèixer a la prova.
Lal s'oposa a la prohibició general de la donació de sang a gais, argumentant que «a una parella homosexual monògama que només han tingut relacions sexuals en els últims 3 mesos té prohibit donar sang. Si dos homes gai només han tingut relacions sexuals durant els últims tres mesos, l'única manera d'introduir el VIH a la seva relació és si un membre de la parella ja tenia el VIH abans de començar la seva relació monògama. Això vol dir que quan van a donar sang als 3 mesos de la seva relació, la prova dels Serveis de Sang de Nova Zelanda detectarà el VIH si qualsevol persona ha conviscut amb ell. Si no donen positiu al VIH al cap de tres mesos de la seva relació monògama, això vol dir que cap membre de la parella té el VIH i que tots dos haurien de poder donar sang».
Els investigadors estimen que unes 35.000 persones podrien donar sang si el Servei de Sang de Nova Zelanda adopta aquest enfocament. Lal diu que la prohibició general de la donació de sang a gais exclou les persones que poden donar sang de manera segura però que no ho tenen permès perquè són gais.

## Investigació en Bethlehem College
El juny de 2022, Bay of Plenty Times va publicar un article que afirmava que el Bethlehem College de Tauranga requereix que tots els estudiants i les seves famílies demostrin el compromís amb la creença que el matrimoni només és entre un home i una dona. La declaració de creença de l'escola conté 13 punts que els pares o el cuidador de l'estudiant que s'inscriuen han de reconèixer i afirma que «aquestes declaracions resumeixen les creences clau del Christian Education Trust i sustenten el caràcter especial de l'escola».
L'últim punt és: «El matrimoni és una institució creada per Déu en la qual un home i una dona entren en una relació exclusiva destinada a la vida, i aquest matrimoni és l'única forma de parella aprovada per Déu per a les relacions sexuals». El Ministeri d'Educació va dir que aquest punt s'ha afegit sense que se n'assabent.
En resposta, Lal va compartir l'article al seu Instagram. Antics i actuals alumnes van respondre a la publicació d'Instagram, acusant l'escola d'abusos. Lal va dir que els estudiants van fer denúncies que incloïen culpar a les víctimes de persones que al·legaven que van ser violades, incidents de racisme i cara negra i pràctiques de teràpia de conversió. Lal va iniciar una petició demanant que l'Oficina de Revisió d'Educació iniciés una investigació independent sobre el Bethlehem College i que el Ministeri d'Educació, el Ministre d'Educació i els ministres associats d'Educació donen suport a la investigació. Lal va dir que quan «vaig publicar sobre el tema de l'homofòbia al Bethlehem College, no em vaig adonar de la gravetat de l'abús que els estudiants antics i actuals han estat patint al Bethlehem College». El Ministeri d'Educació va respondre que el punt 13 «s'ha de suprimir» i podria plantejar-se «una intervenció formal».
La Ministra d'Educació associada, Jan Tinetti, antiga professora i directora de l'escola, va dir a Stuff que havia demanat als funcionaris educatius que investiguessin amb urgència les pràctiques i les polítiques d'inclusió de les escoles, per garantir que «cada estudiant» se senti segur, independentment de la identitat de gènere o la sexualitat. «Aquesta és la meva prioritat absoluta, garantir que tots els joves estiguin segurs a les nostres escoles», va dir Tinetti. També va dir que havia demanat al Ministeri d'Educació i a l'Oficina de Revisió d'Educació que investiguessin i tornessin amb una sèrie d'opcions. «Esperem que un dels mètodes de revisió sigui una enquesta oral dels estudiants que ajudarà a informar com l'escola pot assegurar-se que tots els estudiants del Bethlehem College es trobin en un entorn emocionalment i físicament segur», va dir Jocelyn Mikaere del Ministeri d'Educació.

## Activisme i treball comunitari
El 2020, Lal es converteix en finalista de Mister Gay New Zaeland, un concurs organitzat per Express Magazine. Tanmateix, la relació de Lal amb la franquícia Mr Gay NZ i Express Magazine és breu. Durant la competició, Lal rep un atac per part d'un grup per parlar obertament sobre el racisme a la comunitat LGBTQI+ de Nova Zelanda. Lal no guanya el títol.
Després d'un esdeveniment del Partit Verd sobre 35 anys de reforma de la «Llei homosexual», Lal va criticar la manca d'acció de la comunitat queer Pākehā de Nova Zelanda per donar suport a la despenalització de l'homosexualitat a les illes del Pacífic i aborda el racisme a la comunitat LGBTQI+ de Nova Zelanda. La revista Express Magazine ataca en Lal i va donar suport a una petició demanant a Rainbow Youth que l'expulsés del seu consell d'administració. La petició qualifica Lal de «supremacista del BIPOC». Lal respon que l'article d'Express Magazine constitueix un intent racista i transfòbic de denigrar les persones trans de color. Poc després de l'article d'Express Magazine, Lal comença el seu tercer mandat amb Rainbow Youth després de la seva elecció i després forma part de la junta directiva del Festival de l'Orgull d'Auckland.
Lal demana a les illes del Pacífic que despenalitzin l'homosexualitat. Durant l'Orgull d'Auckland del 2021, Lal s'enfronta a manifestants cristians anti-queer i els diu: «Déu mai us perdonarà», cosa que provoca indignació contra els manifestants.
Lal és objecte de crítiques de polítics i acadèmics de dretes que el consideren massa radical i d'esquerres. Malgrat aquestes crítiques, molts han elogiat Lal per la seva defensa en nom de les comunitats marginades, especialment les persones indígenes i queer de Nova Zelanda. Stuff NZ escriu que «L'impressionant Shaneel Lal és impossible de resumir en una frase. Amb només 21 anys, iel [they] ja té un historial impressionant en política, drets humans i defensa LGBTQI+». El 2020, la revista Ensemble va escriure que «Als 20 anys, Shaneel ja té un bagatge prolífic en política i defensa dels drets humans», i va afegir «Shaneel és una força a la intersecció d'una sèrie de grups marginats, i com molts dels nostres líders de la nostra comunitat joves, creen i inspiren canvis sobre el terreny». El 2021, New Zealand Herald VIVA va nomenar Lal Persona de l'Any, comentant: «Shaneel Lal és una força [...]».
The Coconet escriu que «Shaneel Lal és activista multiforme i interseccional. Iel [they] s'ha fet entendre i ha tingut la influència per treure a la llum diversos temes relacionats amb el racisme, la transfòbia, els temes dels autòctons, la injustícia sistèmica i molt més. Shaneel ha co-fundat l'organització 'End Conversion Therapy NZ' i ha estat una veu ardent sobre la necessitat de prohibir la teràpia de conversió». En una entrevista del 2020, Tagta Pasifika afirma que «Shaneel Lal, Fiji, és una veu destacada del Pacífic a les celebracions de l'Orgull d'enguany mentre iel [they] va parlar sobre els problemes els quals el Pacífic és confrontat dins de la comunitat LGBTQI+».
Un documental mundial de VICE Media titulat «The New Resistance» presenta a Lal entre activistes d'altres països.

## Premis
Lal rep el premi Impact Award for Inclusion pel seu treball per acabar amb la teràpia de conversió a Nova Zelanda. Receptor d'un premi especial de la Pacific Cooperation Foundation per la inclusió, premiant la seva tasca per la igualtat de les persones homosexuals al Pacífic, Lal rep la qualificació de «jove líder que ha inspirat Nova Zelanda».
Lal és a la portada de la revista New Zealand Herald VIVA per a l'edició «2021 People of Year». Després de la seva petició de posar fi a la teràpia de conversió el 2021, VIVA descriu Lal com «la veu poderosa d'una generació». VIVA celebra «el paper fonamental de Shaneel a l'hora d'articular clarament la política i els problemes que li importen a les xarxes socials, especialment amb el públic més jove, és un exemple convincent d'arribar a un públic amb el qual els mitjans tradicionals encara tenen dificultats per connectar».
La revista Vogue presenta Lal en el seu «Youthquake» (Jovetrèmol) en una edició que diu que celebra els dissenyadors de la generació Z que fan avançar la conversa de manera impressionant i atrevida. Vogue va escriure que «a més d'utilitzar la seva plataforma per efectuar un canvi polític seriós, Lal també utilitza el seu estatus com a creador de canvis per fer que la gent queer i BIPOC se senti vista i escoltada a la seva comunitat. La seva elecció d'estil, d'una banda, iel [they] defensa sovint un sentimet de celebració queer i orgull cultural, i anima els altres a fer el mateix».
Shaneel Lal s'ha unit a la classe Forbes «30 Under 30 Asia 2022» pel seu treball per prohibir la teràpia de conversió a Nova Zelanda.
El 30 de març de 2023, Lal va ser nomenat Jove Neozelandès de l'Any. Es el primer transgènere a rebre els Premis Neozelandesos de l'Any.

## Mitjans de comunicació
- Queer & Here.[74][75]

## Altres accions
Lal va assessorar el Ministre d'Educació Chris Hipkins durant tres anys com a membre del grup assessor del ministre. Lal forma part del Grup de Treball de Joventut d'Amnistia Internacional. El 2019, Lal va formar part d'una selecció, feta per Jenny Salesa (política laborista) per representar Manakau East al Parlament de la Joventut de Nova Zelanda. A més d'activista, Lal és model amb contracte per Unique Management.
Lal és membre de Young Justice Leaders (Líders de la Justícia Jove) per al Centre de Cooperació Internacional de la Universitat de Nova York. Young Justice Leaders és un grup de joves que s'uneixen per influir en la Cimera dels ODS 2023. El grup està format per agents de canvi que aporten la seva experiència en sistemes de justícia centrats en les persones.